# Pericoma fluviatilis
Pericoma fluviatilis és una espècie d'insecte dípter pertanyent a la família dels psicòdids que es troba a Nord-amèrica: el Canadà (la Colúmbia Britànica) i els Estats Units (Washington, Idaho i Wyoming).